# 세하두마르풀밭쥐
세하두마르풀밭쥐 또는 세하두풀밭쥐(Akodon serrensis)는 비단털쥐과에 속하는 남아메리카 설치류이다. 브라질에서 발견된다. 2016년 파르디나스(Pardiñas) 등이 세하두마르풀밭쥐를 남아메리카밭쥐속에서 남아메리카밭쥐족에 속하는 별도의 새로운 속 세하두마르풀밭쥐속(Castoria)으로 옮겼다. 저자들은 세하두마르풀밭쥐를 라고아 산타(브라질 미나스제라이스주) 지역의 4개 동굴 유적에서 발견한 화석(플라이스토세 후기로 추정) 흔적에 의거하여 하브로트릭스 앙구스티덴스(Habrothrix angustidens Winge (1887))의 이명으로 간주하고, 세하두마르풀밭쥐속(Castoria)의 모식종으로 명명했다.